# Craycraft (Kentucky)
Craycraft est une zone non incorporée (Unincorporated community) du comté d'Adair dans le Kentucky.